# Nuria Güell
 (octobre 2023).
Nuria Güell, née en 1981 en Catalogne, est une artiste espagnole diplômée de l'université de Barcelone et du centre d'art et de recherche de La Havane à Cuba. Elle fait de la réalité économique son matériel artistique dans le but de transmettre les enjeux pour explorer des formes économiques alternatives.  

## Biographie
Nuria Güell naît en 1981 à Vidreres, province de Gérone. Elle étudie les Beaux-Arts à l'université de Barcelone avant d'obtenir un master en production artistique et recherche à la même université.

## Inspiration
À travers son art, elle souhaite provoquer une réflexion critique sur l'abus de pouvoir. Son travail a été présenté au CAC de Brétigny, via l'exposition « Au nom du Père, de la Patrie et du Patriarcat », un ensemble d'œuvres dont la portée politique mène à un contournement des lois ou des règles établis. Son travail traite souvent de questions politiques et sociales. Elle collabore fréquemment avec des individus et des communautés directement concernés par les sujets qu'elle explore. Ses projets prennent souvent la forme d'installations, de performances et d'interventions dans l'espace public. Ses œuvres ont été exposées dans de nombreuses institutions en Europe, en Amérique du nord et du sud.

## Œuvres principales
- 2010 : El contrabandista (The Smuggler). Elle engage un contrebandier pour transporter un migrant africain en Europe.
- 2013 : ¿Quién tiene miedo a la deuda? (Who's Afraid of Debt?). Elle contracte une dette en utilisant une carte de crédit, puis décide de ne pas rembourser la dette, arguant que le système bancaire est injuste.
- 2014 : Operación Invisible (Invisible Operation). Elle travaille avec des travailleurs sans papiers pour créer une entreprise fictive qui leur permettrait de travailler en toute légalité.
- 2015 : El Contraataque (The Counterattack). Elle organise une manifestation dans un supermarché pour protester contre les pratiques d'exploitation de l'entreprise. Les participants ont rempli leur chariot de nourriture et l'ont laissé à la caisse sans payer[4].

## Ouvrages
- (en) Residency Program, Museo Universitario Arte Contemporáneo, 2019, 331 p. (lire en ligne).

## Filmographie
- 2016 Soy Cámara : elle-même (épisode « Second Attempt, Censorship in Art »)